# Louise-Stachelmaus
Die Louise-Stachelmaus (Acomys louisae) ist ein am Horn von Afrika verbreitetes Nagetier in der Gattung der Stachelmäuse. Sie ist der einzige Vertreter der Untergattung Peracomys.

## Name
Die Art ist nach Louisa Jane Forbes Lort-Phillips, der Ehefrau des walisischen Geschäftsmanns, Hobby-Naturforschers und Großwildjägers Ethelbert Edward Lort Phillips, benannt. Sie legte eine zoologische Sammlung an, in der sich das Typusexemplar der Art befand.

## Merkmale
Für zwei Exemplare der recht kleinen Stachelratte wurden Kopf-Rumpf-Längen 79 und 95 mm, Schwanzlängen von 86 und 104 mm sowie 12 und 15 mm lange Ohren ermittelt. Gewichtsangaben fehlen und die Hinterfüße sind etwa 16 mm lang. Der Schwanz ist etwas länger als Kopf und Rumpf zusammen. Bei anderen Gattungsvertretern ist er im Verhältnis kürzer. Wie für die Gattung kennzeichnend, sind viele Stacheln in das Fell der Oberseite eingemischt. Die Haare können rotbraun, gelbbraun oder graubraun sein und die Stacheln haben eine hellbraune Farbe mit dunklerer Spitze. An den Seiten gibt es anstelle von Stacheln Borsten und es gibt nie rötliche Nuancen. Die Grenze zur weißen Unterseite ist deutlich. Typisch für die dunklen Ohren sind feine weiße Haare in der Ohrmuschel. Ein kleiner andersfarbiger Fleck hinter den Ohren ist manchmal vorhanden. Bei der Louise-Stachelmaus sind Beine und Pfoten weiß. Allgemein ist der Schwanz oberseits graubraun und unterseits weiß. Eine Population hat einen fast gänzlich weißen Schwanz.

## Verbreitung und Lebensweise
Dieses Nagetier bewohnt fast ganz Somalia, das östliche Äthiopien und angrenzende Gebiete von Dschibuti und Kenia. Es hält sich im Flach- und Hügelland bis 500 Meter Höhe auf. Als Habitat dienen teils felsige Savannen mit kurzem Gras und verstreuten Sträuchern.
Die Zähne unterscheiden sich deutlich von anderen Gattungsmitgliedern, was darauf schließen lässt, dass andere Insekten zur Nahrung zählen. In Teilen des Reviers kommen andere Gattungsvertreter wie die Feuerrote Stachelmaus (Acomys ignitus), die Kemp-Stachelmaus (Acomys kempi) oder die Wilson-Stachelmaus (Acomys wilsoni) vor. Vermutlich kann sich die Art an kleinere Landschaftsveränderungen anpassen.

## Gefährdung
Die Louise-Stachelmaus wird selten registriert, doch es gibt keine bekannten Bedrohungen. Die Art wird von der IUCN als nicht gefährdet (least concern) gelistet.